# Будапештский договор о признании депонирования микроорганизмов для целей патентной процедуры
Будапештский договор (англ. Budapest Treaty on the International Recognition of the Deposit of Microorganisms for the Purposes of Patent Procedure) был принят в 1977 году и касается международного патентования микроорганизмов. В соответствии с договором, государства, которые разрешают или требуют депонирование микроорганизмов для целей патентной процедуры, признают для таких целей депонирование микроорганизма в любом международном органе по депонированию. Таким образом устраняется требование о представлении микроорганизмов в компетентный орган каждой страны, где испрашивается патентная охрана.
Административные функции договора выполняет Всемирная организация интеллектуальной собственности.
По состоянию на 2022 год участниками являются 86 государств.
В России депонирование микроорганизмов по правилам Будапештского договора осуществляется во Всероссийской коллекции микроорганизмов (ВКМ) и во Всероссийской коллекции промышленных микроорганизмов (ВКПМ).